# Shivta
Shivta è un'antica città nabatea, situata nel deserto del Negev, in Israele, a circa quarantatré chilometri a sud-ovest di Be'er Sheva. Nel 2005 le città nel deserto del Negev, sulla via dell'incenso, di cui fa parte anche Shivta, sono state dichiarate dall'UNESCO patrimonio dell'umanità.

## Toponomastica
Il nome Shivta potrebbe provenire dal nome aramaico dell'insediamento, ma non è registrato in alcuna fonte, oppure dall'appellativo bizantino di Σουβαιτα (Soubaita) o Σοβατα (Sobata) o ancora dal nome arabo moderno es-Subeṭa, come testimoniato da due papiri risalenti al VI secolo.

## Storia
Shivta venne fondata al I secolo dai Nabatei, probabilmente alla fine del regno di Obodas III o l'inizio di quello di Areta IV: le prime monete e iscrizioni nabatee ritrovate sul luogo risalgono all'inizio del II secolo; tuttavia è possibile che la zona fosse abitata già prima della fondazione della città, nel I secolo a.C., in quanto si trovava sulla rotta commerciale verso il mar Mediterraneo, tra Odoba e Nessana. Il periodo di maggiore splendore nabateo fu intorno al 150. L'apertura delle rotte commerciale dall'impero romano verso l'India, all'inizio del III secolo, portò le carovane ad abbandonare la via che passava per Shivta: il declino di questo settore causò lo sviluppo dell'agricoltura e della produzione del vino.
Sotto l'influsso dei bizantini, la città si ripopolò intorno al 450: in questo periodo si raggiunsero circa duemila abitanti e ogni famiglia era mediamente composta dalle otto alle sedici persone. Agli abitanti si aggiungevano i pellegrini che si recavano al monastero di Santa Caterina sul Sinai.
Tra il 634 e il 640 Shivta venne conquistata dagli arabi: sotto il califfo ʿOmar ibn al-Khaṭṭāb la convivenza tra musulmani e cristiani fu pacifica e durò poi fino alla fine dell'esistenza della città. La diminuzione dell'attività agricola e quindi l'assenza di mezzo di sostentamento portarono nell'VIII secolo al graduale spopolamento: la città fu completamente abbandonata nel IX secolo.
La prima descrizione delle rovine fu fatta da Edward Henry Palmer nel 1870: il sito veniva descritto in un eccellente stato di conservazione, con mura di difesa alte sette metri; furono identificate tre chiese. Alois Musil visitò le rovine tra il 21 e il 23 luglio 1901. Altra spedizione venne effettuata nel 1905 da Antonin Jaussen e Raphaël Savignaci, i quali identificarono un cimitero bizantini risalente al quarto secolo. Altre indagini furono svolte nel 1914 da Leonard Woolley e Thomas Edward Lawrence: questi individuarono la zona dove veniva prodotto il vino e realizzarono i disegni delle chiese e degli edifici residenziali, pubblicati nel 1915. Nel 1916 Theodor Wiegand confermò  quanto affermato dagli esploratori precedenti ma smentì l'esistenza delle mura e documentò l'architettura delle chiese e delle case, che considerò erroneamente a un piano; nello stesso anno vennero realizzate le foto dell'area dall'alto. I primi scavi sistematici di Shivta avvennero tra il 1933 e il 1938 e furono condotti da Harris Dunscombe Colt: Glenn Peers sostiene che la campagna di scavi fu interrotta quando il deposito utilizzato da Colt venne distrutto e tutta la documentazione e i reperti andarono perduti. Tra il 1958 e il 1960 il sito è stato restaurato grazie a Michael Avi-Yonah. Tra il 1979 e il 1982 furono condotti scavi su piccola scala da Artur Segal: fece una mappa della città e la proiezione della chiesa centrale e di cinque case private, anche se tali studi non sono mai stati pubblicati. Nel 1985 la chiesa nord venne studiata da Josef Szereszewski. Nel 2005 con la denominazione di Via dell'incenso - città nel deserto del Negev, comprendente anche Shivta, la zona è stata dichiarata patrimonio dell'umanità dall'UNESCO.

## Descrizione

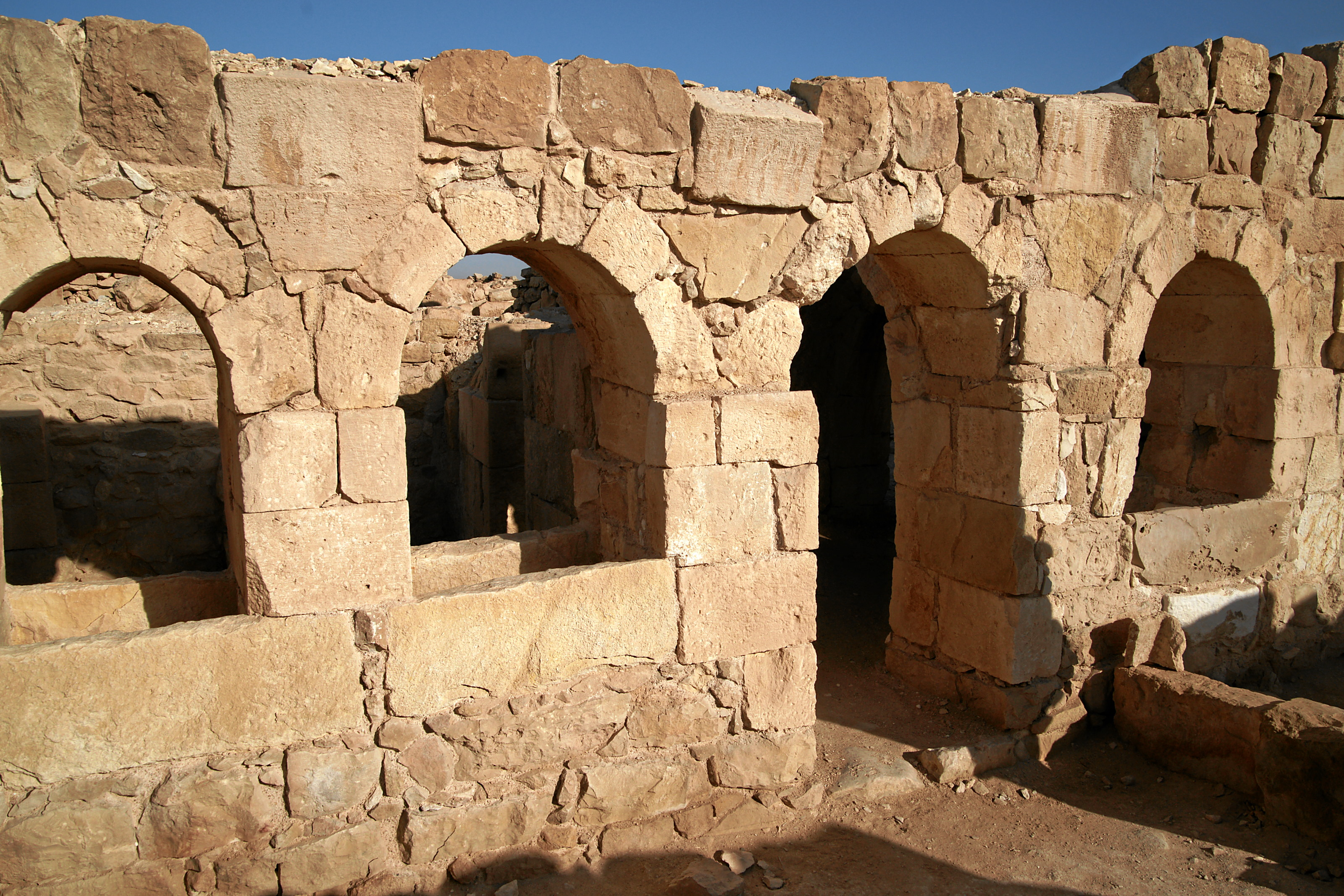
Resti di edifici agricoli

All'epoca di massima espansione, il clima di Shivta era stagionalmente umido e piovoso, in modo da permettere l'agricoltura: gli abitanti del luogo coltivavano uva, fichi e olive. Da una mappatura della città fatta nel 2009, tra il VI e il VII secolo erano presenti 1 262 stanze e 141 cortili appartenenti a 117 unità immobiliari, di cui 75 abitazioni e 29 fattorie. L'estensione massima fu di venti acri. Shivta non aveva una cinta muraria: la difesa era organizzata tramite una serie di case, unite tra loro, che nel lato esterno non avevano né porte, né finestre; il perimetro era di 1 597 metri. Le strutture erano realizzate in pietra calcarea dura, mentre per gli elementi architettonici, come ad esempio per gli archi, venivano usate pietre più morbide: secondo gli archeologi, una normale casa, poteva essere realizzata in circa due anni.
Il sistema viario di Shivta era irregolare e seguiva lo sviluppo urbano della città da sud, la parte più antica, verso nord: ciò ha determinato che nella parte più antica le strade risultano essere più strette rispetto alla parte settentrionale. Solitamente erano in terra battuta e potevano avere una larghezza fino ai 4 o 5 metri; le strade erano nove, chiuse da cancelli.
Da una porta sul lato occidentale partiva la strada principale, lungo la quale, su entrambi i lati, si sviluppavano i quartieri residenziali: le case erano a due piani, spesso con cortili, e possedevano scuderie e mangiatoie per il riposo delle carovane e dei pellegrini; le unità abitative avevano una dimensione di circa trecentocinquanta metri quadrati e avevano, come tutti gli edifici pubblici, una cisterna per la raccolta dell'acqua piovana. Nella parte nord si trovava la piazza principale, centro sociale e economico della città: le case che si affacciavano sul lato ovest della piazza erano provviste di panchina, forse il luogo dove si discuteva dei problemi e dei bisogni della comunità. Nella zona, secondo gli archeologi, si trovava anche un ostello e due taverne. La zona commerciale di Shivta era posta nella parte est: sono stati ritrovati due torchi per il vino e un forno per la cottura e produzione di ceramiche.

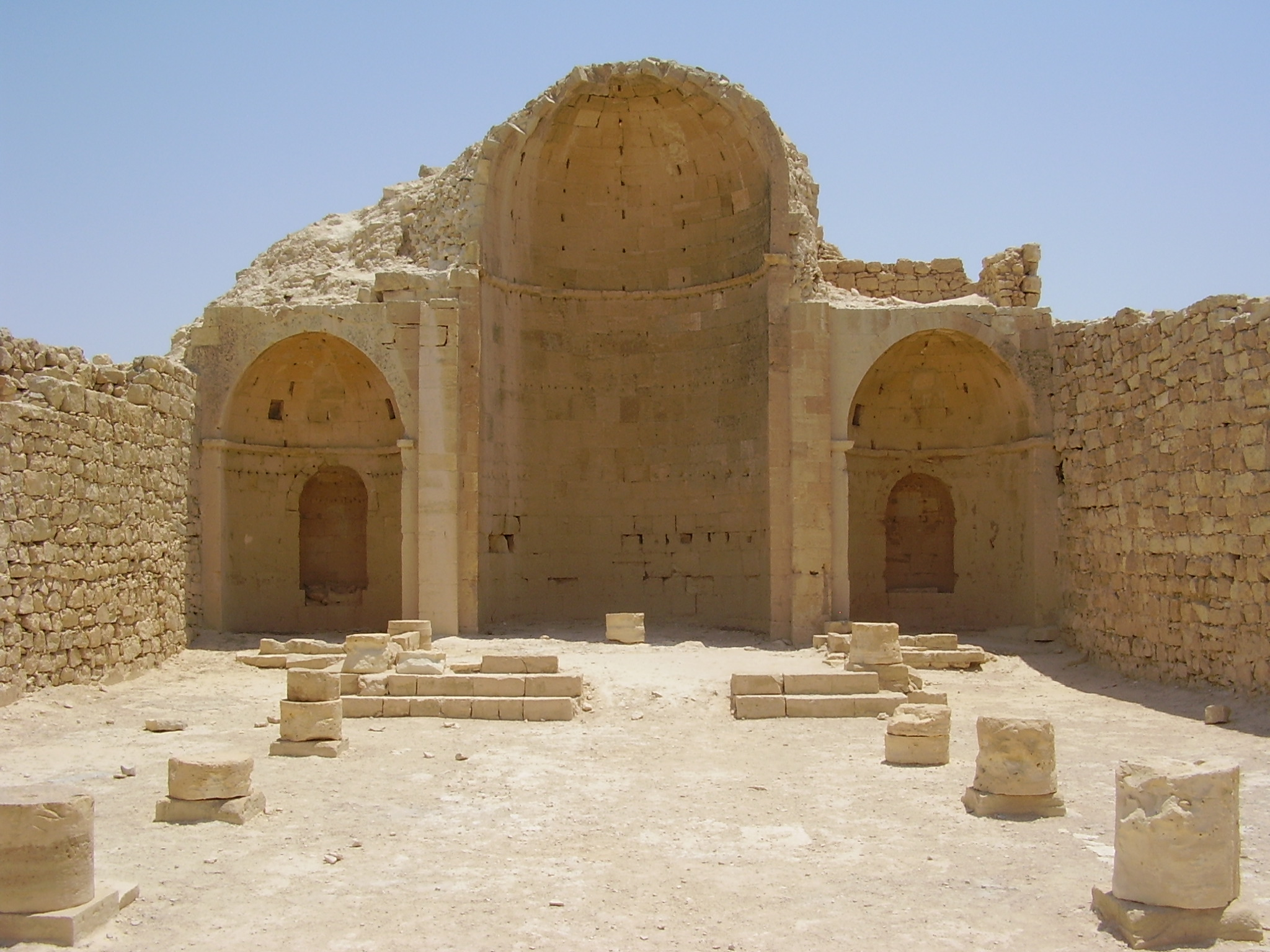
La chiesa settentrionale

Il fabbisogno religioso era soddisfatto da tre chiese cristiane, tutte simili nella forma, ossia a pianta basilicale, con tre navate. La chiesa meridionale, dedicata probabilmente a santo Stefano, secondo un'iscrizione, sarebbe stata costruita tra il 415 e il 430 ed è la chiesa più antica di Shivta: nel suo vestibolo si trova un fonte battesimale cruciforme a immersione, realizzato in un unico blocco di roccia, mentre, dopo l'invasione araba del 640, come afferma un'altra iscrizione, venne rifatta la pavimentazione con lastre di pietra. La chiesa aveva decorazioni a mosaico e l'abside affrescato: un frammento è stato staccato e trasferito al Museo Rockfeller di Gerusalemme; nelle altre absidi presenti era posti i reliquiari, dov'era praticato il culto dei santi e dei martiri. A nord di questa chiesa, nel VII secolo, venne costruita una moschea di dimensioni modeste e dalla forma trapezoidale, con due file di tre colonne ciascuna: parte degli abitanti di Shivta era araba. La chiesa centrale fu costruita intorno al 600 ed è la più nuova di Shivta: aveva tre absidi ed era dotato di torri per il rifugio dei monaci in caso di attacco. La chiesa nord, la più elegante della città, fu costruita nel IV secolo e subì lavori di ampliamento nel VI secolo, quando vennero aggiunte nicchie laterali per conservare le reliquie: queste erano conservate anche nell'abside principale. La chiesa aveva parti delle pareti e pavimenti in marmo, mentre una delle cappelle era decorata a mosaico; sull'architrave dell'ingresso si riconosce una croce con il monogramma di Cristo. Nell'atrio erano custodite tombe che andavano dal 506 al 646: altre tombe si trovavano vicino al battistero ed erano datate dal 614 al 679. Nell'atrio è conservata una cisterna e resti di una colonna, la quale, secondo alcuni archeologi, apparteneva a un monumento dedicato a un monaco santo che viveva nei pressi della città. Accanto a questa chiesa era presente un monastero, il quale aveva una sorta di chiostro con varie stanze, tra cui un refettorio, collegate tra loro da un corridoio. Resti di una scala confermano l'esistenza di un piano superiore. Il ritrovamento di un torchio nell'area del monastero conferma l'ipotesi che i monaci, oltre che a occuparsi dell'accoglienza di pellegrini, si dedicavano all'agricoltura.

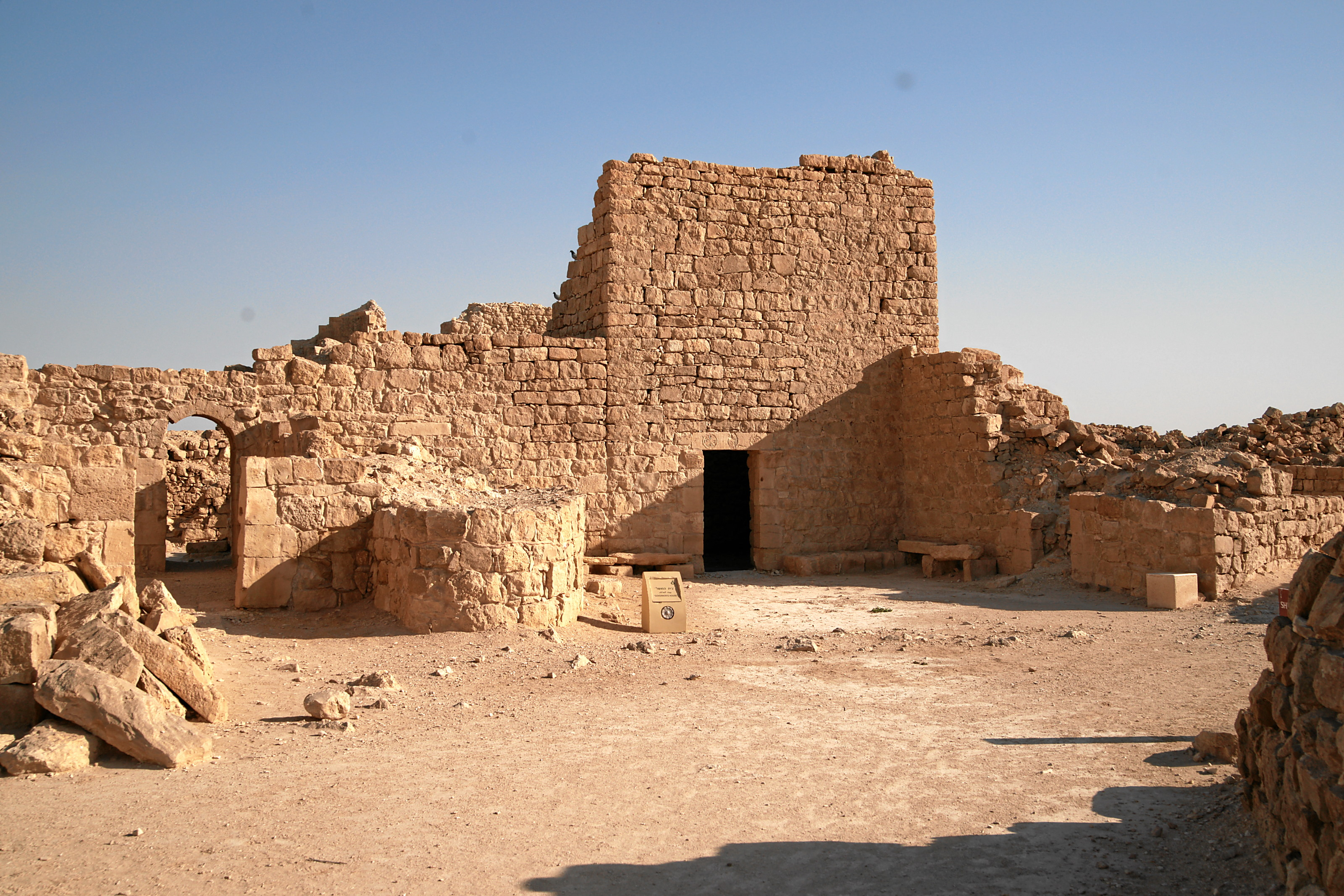
Il municipio

Tra la chiesa nord e quella centrale era posto il municipio con un torre, i cui resti arrivano a un'altezza di sei metri: si ipotizza che la torre, utilizzata come casa, potesse raggiungere un'altezza di dodici metri.
Il fabbisogno idrico della comunità era garantito tramite un acquedotto che originava a circa due chilometri e mezzo a nord-est di Shivta per terminare all'interno della città, in una cisterna posta nei pressi della chiesa nord; sono state inoltre ritrovate, sempre in città, altre due piscine poligonali per la raccolta dell'acqua, che insieme avevano un volume di circa duemila metri cubi ed erano a uso pubblico. Nella periferia di Shivta venne costruito un sistema di irrigazione per l'agricoltura, che comprendeva cisterne per la raccolta delle acque piovane in inverno, dighe, canali e terrazze.
A circa sei chilometri dal centro di Shivta si trovano i resti di quello che potrebbe essere un monastero. Venne esplorato da Edward Henry Palmer nel 1870 e da Alois Musil nel 1901 che lo identificarono come una fortezza romana. Leonard Woolley e Thomas Edward Lawrence invece, dallo studio delle strutture e dei frammenti di ceramica, sostennero che si trattasse di un monastero. La struttura era realizzata in pietra e in parte intagliata nella roccia. Accanto al monastero, una casa di preghiera con fondo absidato: l'edificio è parzialmente scavato.
Adiacente ai resti della città di Shivta si trova una fattoria che utilizza tecniche agricole simili a quelle utilizzata dei Nabatei per quanto riguarda l'irrigazione, la semina e la raccolta: si coltivano fichi, melograni, albicocche, arachidi e carrube, olivi e uva.